# Charles de Montholon-Sémonville
Charles-François-Frédéric markies de Montholon-Sémonville (Parijs, 24 november 1814 - Rouen, 20 april 1886) was een Frans diplomaat en politicus ten tijde van het Tweede Franse Keizerrijk.

## Biografie
Charles de Montholon-Sémonville was een zoon van generaal Charles-Tristan de Montholon en werd diplomaat. Hij werd in 1853 benoemd tot consul-generaal in Lima (Peru). Tijdens de Franse interventie in Mexico was hij de Franse ambassadeur in het Tweede Mexicaanse Keizerrijk van marionettenkeizer Maximiliaan, die werd gesteund door de Franse keizer Napoleon III. Vervolgens was hij van 1864 tot 1866 de Franse ambassadeur in de Verenigde Staten. Van 1865 tot 1869 was hij consul-generaal in Washington D.C.
Op 14 juni 1870 werd Montholon-Sémonville door keizer Napoleon III benoemd tot senator. Hij zou in de Senaat blijven zetelen tot de afkondiging van de Derde Franse Republiek op 4 september van dat jaar. Hij zetelde daardoor slechts enkele maanden en is daarmee een van de kortstzittende senatoren geweest.
Hij was een schoonzoon van de Zwitsers-Amerikaanse zakenman Charles Gratiot en de schoonvader van de Franse politicus Edmond Garcin.
- Gemeinsame Normdatei: 1160507279
- Base Léonore: LH//1919/84
- Virtual International Authority File: 6351152865706604940004